# L-アラビノース-1-デヒドロゲナーゼ
L-アラビノース-1-デヒドロゲナーゼ（L-arabinose 1-dehydrogenase）は、次の化学反応を触媒する酸化還元酵素である。
L-アラビノース + NAD+ {\displaystyle \rightleftharpoons } L-アラビノノ-1,4-ラクトン + NADH + H+
反応式の通り、この酵素の基質はL-アラビノースとNAD+、生成物はL-アラビノノ-1,4-ラクトンとNADHとH+である。
組織名はL-arabinose:NAD+ 1-oxidoreductaseであり、アスコルビン酸とアルダル酸代謝の酵素の一つである。